# ريني فرير
ريني فرير (بالفرنسية: René Ferrier)‏، من مواليد 7 ديسمبر 1936، لاعب كرة قدم فرنسي سابق، ومدرب كرة قدم فرنسي سابق.
لعب مع منتخب فرنسا لكرة القدم بين عامي 1958 و1964، وشارك معهم في 24 مباراة.

## روابط خارجية
- ريني فرير على موقع قاعدة بيانات كرة القدم.إي يو (الإنجليزية)
- ريني فرير على موقع ناشيونال فوتبول تيمز (الإنجليزية)
- ريني فرير على موقع عالم كرة القدم.نت (الإنجليزية)